# Новаки Шћитарјевски
Новаки Шћитарјевски су насељено место у саставу Града Велике Горице, у Туропољу, Хрватска.

## Становништво
| Националност       | 1991.        |
| Хрвати             | 140 (97,90%) |
| Срби               | 2 (1,39%)    |
| Југословени        | 0            |
| остали и непознато | 1 (0,69%)    |
| Укупно             | 143          |